# Rudy Camacho
Rudy Camacho, né le 5 mars 1991 à L'Arbresle, est un footballeur français jouant au poste de défenseur central au Crew de Columbus en MLS.

## Biographie

### Débuts à Nancy puis à Lyon-Duchère
Rudy Camacho grandit dans le 5ème arrondissement de Lyon, avant d'être formé durant cinq années à l'AS Nancy-Lorraine. Malgré deux saisons complètes à s'entrainer avec le groupe professionnel et quelques présences sur le banc des remplaçants en Ligue 1, Rudy Camacho qui ne fait pas partie des plans de l'entraineur, ne signe pas de contrat professionnel avec son club formateur. Lors d'un essai dans un club de Ligue 2, il se blesse sérieusement aux quadriceps ce qui contrarie grandement son début de carrière. De retour dans sa famille, il rebondit deux saisons en CFA à Lyon-Duchère, dans sa région natale. Durant ces deux saisons, le club rhodanien ne parvient pas à accéder à la division supérieure.

### Montée en National avec Sedan
Il rejoint en 2014 le CS Sedan, relégué depuis 2013 en CFA pour raisons administratives. En 2014-2015, Sedan, parfois surnommé « le PSG du CFA » au vu de ses moyens, entame sa saison par huit victoires consécutives. L'équipe entraînée par Farid Fouzari traverse le championnat de CFA en véritable rouleau compresseur et termine 1er avec un total de 105 points, record absolu pour un club de CFA.  Lors de la saison 2015-2016, promue en National, l'équipe ardennaise dont Rudy Camacho est le capitaine ne parvient pas à accéder à la montée en Ligue 2 malgré l'arrivée à la trêve hivernale de l'ancien sélectionneur de l'équipe de France Roger Lemerre.

### Départ en Belgique
Rudy Camacho signe à 25 ans un contrat deux ans en première division belge à Wasland-Beveren, il devient alors tardivement pleinement un joueur professionnel. Pour sa première saison dans les Flandres, Rudy Camacho est titulaire indiscutable en défense centrale dans cette équipe qui joue le maintien. Il en devient le capitaine au début de l'année 2018.

### L'envol pour la MLS
Le 22 mars 2018, il est transféré à l'Impact de Montréal alors que la saison 2018 de Major League Soccer débute. La franchise québécoise est alors entrainée par Rémi Garde. Durant ses deux premières saisons, il connait des difficultés dues à un traitement médical qui l'affaiblit physiquement, il ne s'impose pas comme un titulaire indiscutable et alterne le poste de second défenseur central avec Jukka Raitala et Victor Cabrera, malgré une rémunération proche du maximum salarial imposé par la ligue,.
Le 31 juillet 2023, Rudy Camacho est transféré au Crew de Columbus pour un montant d'allocation générale de 400 000 dollars et retrouve son ancien entraîneur à Montréal, Wilfried Nancy,. Il dispute sa première rencontre avec le Crew le 20 août suivant, entrant en jeu face au FC Cincinnati dans un derby remporté 3-0.
Le 9 décembre 2023, il dispute et remporte la finale de la MLS face au Los Angeles FC. Le Crew de Columbus est le 28 ème vainqueur de la  édition de la MLS.

## Palmarès
CF Montréal
- Vainqueur du Championnat canadien en 2019 et 2021
- Finaliste du Championnat canadien en 2023

 Crew de Columbus
- Vainqueur de la Major League Soccer 2023

## Statistiques
| Saison                | Club                   | Championnat           | Championnat | Championnat | Coupe(s) nationale(s) | Coupe(s) nationale(s) | Compétition(s) continentale(s) | Compétition(s) continentale(s) | Compétition(s) continentale(s) | Séries | Séries | Total | Total |
| Saison                | Club                   | Division              | M.          | B.          | M.                    | B.                    | Comp.                          | M.                             | B.                             | M.     | B.     | M.    | B.    |
| 2008-2009             | AS Nancy-Lorraine rés. | CFA                   | 1           | 0           | -                     | -                     | -                              | -                              | -                              | -      | -      | 1     | 0     |
| 2009-2010             | AS Nancy-Lorraine rés. | CFA                   | 18          | 1           | -                     | -                     | -                              | -                              | -                              | -      | -      | 18    | 1     |
| 2010-2011             | AS Nancy-Lorraine rés. | CFA                   | 26          | 1           | -                     | -                     | -                              | -                              | -                              | -      | -      | 26    | 1     |
| 2011-2012             | AS Nancy-Lorraine rés. | CFA                   | 26          | 1           | -                     | -                     | -                              | -                              | -                              | -      | -      | 26    | 1     |
| Sous-total            | Sous-total             | Sous-total            | 71          | 3           | -                     | -                     | -                              | -                              | -                              | -      | -      | 71    | 3     |
| 2012-2013             | Lyon Duchère AS        | CFA                   | 24          | 0           | 0                     | 0                     | -                              | -                              | -                              | -      | -      | 24    | 0     |
| 2013-2014             | Lyon Duchère AS        | CFA                   | 27          | 5           | 1                     | 0                     | -                              | -                              | -                              | -      | -      | 28    | 5     |
| Sous-total            | Sous-total             | Sous-total            | 51          | 5           | 1                     | 0                     | -                              | -                              | -                              | -      | -      | 52    | 5     |
| 2014-2015             | CS Sedan Ardennes      | CFA                   | 27          | 1           | 3                     | 0                     | -                              | -                              | -                              | -      | -      | 30    | 1     |
| 2015-2016             | CS Sedan Ardennes      | National              | 29          | 0           | 4                     | 1                     | -                              | -                              | -                              | -      | -      | 33    | 1     |
| Sous-total            | Sous-total             | Sous-total            | 56          | 1           | 7                     | 1                     | -                              | -                              | -                              | -      | -      | 63    | 2     |
| 2016-2017             | Waasland-Beveren       | Pro League            | 29          | 1           | 2                     | 0                     | -                              | -                              | -                              | 6      | 1      | 37    | 2     |
| 2017-2018             | Waasland-Beveren       | Pro League            | 27          | 1           | 3                     | 1                     | -                              | -                              | -                              | 0      | 0      | 30    | 2     |
| Sous-total            | Sous-total             | Sous-total            | 56          | 2           | 5                     | 1                     | -                              | -                              | -                              | 6      | 1      | 67    | 4     |
| 2018                  | Impact de Montréal     | MLS                   | 18          | 0           | 1                     | 0                     | -                              | -                              | -                              | -      | -      | 19    | 0     |
| 2019                  | Impact de Montréal     | MLS                   | 17          | 1           | 5                     | 0                     | -                              | -                              | -                              | -      | -      | 22    | 1     |
| 2020                  | Impact de Montréal     | MLS                   | 14          | 1           | -                     | -                     | LCC                            | 2                              | 0                              | 1      | 0      | 17    | 1     |
| 2021                  | CF Montréal            | MLS                   | 31          | 3           | 3                     | 0                     | -                              | -                              | -                              | -      | -      | 34    | 3     |
| 2022                  | CF Montréal            | MLS                   | 28          | 1           | 1                     | 0                     | LCC                            | 3                              | 1                              | 2      | 0      | 34    | 2     |
| 2023                  | CF Montréal            | MLS                   | 21          | 1           | 4                     | 0                     | LCup                           | 2                              | 0                              | -      | -      | 27    | 1     |
| Sous-total            | Sous-total             | Sous-total            | 129         | 7           | 14                    | 0                     | -                              | 7                              | 1                              | 3      | 0      | 153   | 8     |
| 2023                  | Crew de Columbus       | MLS                   | 1           | 0           | -                     | -                     | LCup                           | 0                              | 0                              | -      | -      | 1     | 0     |
| Total sur la carrière | Total sur la carrière  | Total sur la carrière | 363         | 18          | 27                    | 2                     | -                              | 7                              | 1                              | 9      | 1      | 406   | 22    |